# Княжичи (Сумская область)
Княжичи (укр. Княжичі) — село,
Княжичский сельский совет,
Ямпольский район,
Сумская область,
Украина.
Код КОАТУУ — 5925681501. Население по переписи 2001 года составляло 477 человек .
Является административным центром Княжичского сельского совета, в который, кроме того, входят сёла
Весёлый Гай,
Гирино,
Орлов Яр и
Степановка.

## Географическое положение
Село Княжичи находится на берегу реки Свесса (в основном на левом берегу),
выше по течению на расстоянии в 3 км расположено село Пустогород (Глуховский район),
ниже по течению примыкает село Гирино.
На реке большая запруда.

## История
- По данным историков[каких?] селу Княжичи не менее 900 лет[источник не указан 891 день].

## Экономика
- Фермерское хозяйство «Некрасовское».
- ООО «Нива».

## Объекты социальной сферы
- Филия
- Дом культуры.
- Фельдшерско-акушерский пункт.